# 7 (альбом «Кирпичей»)
«7» — седьмой альбом «Кирпичей», выпущенный на лейбле Gala Records. Альбом записан на домашних студиях Данилы Смирнова и Василия Васина, также на студии ДДТ.

## История
По словам музыкантов, написание некоторых песен с альбома производилось по интернету: Васин и Смирнов посылали друг другу гитарные и голосовые партии по электронной почте, а после они сводились. Презентация состоялась 5 ноября 2006 года в московском клубе «Точка» при участии петербургской группы «Скафандр». На этом концерте произошёл курьёзный случай: один из фанатов, прыгая со сцены, сломал гитарное оборудование, в связи с чем «Кирпичам» пришлось закончить раньше.

## Список композиций
| №   | Название             | Текст песни         | Музыка                    | Длительность |
| --- | -------------------- | ------------------- | ------------------------- | ------------ |
| 1.  | «Кирпичи 07»         | Васин               | Смирнов                   | 2:56         |
| 2.  | «Песня № 2»          | Васин               | Смирнов, Людевиг, Латышев | 3:07         |
| 3.  | «Скука»              | Васин, Ирина Седова | Смирнов, Людевиг          | 3:01         |
| 4.  | «На страже хардкора» | Васин               | Смирнов, Людевиг, Латышев | 3:24         |
| 5.  | «И я подумал...»     | Васин               | Смирнов, Людевиг, Латышев | 2:53         |
| 6.  | «3 августа 2007 г.»  | Васин               | Смирнов                   | 3:29         |
| 7.  | «Вперёд, Зенит!»     | Васин               | Смирнов, Людевиг, Латышев | 3:32         |
| 8.  | «В следующей жизни»  | Васин               | Васин                     | 3:56         |
| 9.  | «Одиноко»            | Васин               | Васин                     | 4:31         |
| 10. | «Против рабов»       | Васин               | Смирнов                   | 3:33         |
| 11. | «Небо»               | Митя Выборный       | I.F.K.                    | 6:01         |
| 12. | «Раз-два»            | Васин               | Смирнов                   | 3:20         |
| 13. | «Ещё одна пластинка» | Васин               | Смирнов                   | 4:47         |

## Участники записи

### Музыканты «Кирпичей»
- Вася Васин — основной вокал, гитарное соло («В следующей жизни», «Одиноко»)
- Данила Смирнов — бас, бэк-вокал, основной вокал («Небо»), битбокс («Кирпичи 07», «Скука», «3 августа 2007 г.», «Против рабов», «Раз-два», «Ещё одна пластинка»), синтезатор и пианино, акустическая гитара («Кирпичи 07», «Небо», «Ещё одна пластинка»), губная гармоника («Раз-два»).
- Вадим Латышев (Нос) — барабаны и перкуссия
- Иван Людевиг — гитара, акустическая гитара («Скука»)

### Обработка
- Звукорежиссёр — Юрий Смирнов
- Сведение — Данила Смирнов
- Мастеринг — Юрий Богданов
- Дизайн альбома — Вася В., Алексей «4zy» Медведев.

## Отзывы критиков
Если раньше Вася Васин и Ко порой устраивали какие-то концептуальные экскурсы, сменяя рэп-альбом «альтернативным», а потом вдруг возвращаясь к корневому грязному року, то в «Семерке» «Кирпичи» перемешали все это практически в равных пропорциях. <…> Однако полученный результат не показался цельным: так, фирменный пофигизм солиста мало вяжется с обличительным пафосом, на который его порой пробивает, в связи с чем очередное послание «Кирпичей» миру выходит каким-то размытым.
— Алексей Мажаев, InterMedia

Что мы слышим на седьмом альбоме? Как обычно — полурок-полурэп. Уточнение: 50-процентный раствор рока с такой же разведёнкой из рэпа. <…> Седьмой альбом Кирпичей — идеальная имитация актуальной рок-музыки для тех, чьё бездумное существование имитирует человеческую жизнь.
— Дмитрий Бебенин, Звуки.ру

Новый диск «Кирпичей» — это такой the best всех их достижений. Здесь и ёмкие рэпы времен «Силы ума», пронзительные «шумелки» в лучших традициях «Let’s Rock», ну и задумчивые фанки, наконец. <…> От альбома отдаёт какой-то депрессивной меланхолией, свойственной каким-нибудь «Сплинам». <…> Сложив в одно все слагаемые этой пластинки, приходишь к выводу, что «Кирпичи» не просто напомнили о себе, они снова «занялись процессом». Парни в плохом настроении, но в отличной форме!
— Антон Марцинкевич, Krasland.ru